# 1357

## Události
- 27. března – Za účasti císaře a krále Karla IV. byl slavnostně otevřen hrad Karlštejn.
- 9. července – Karel IV. v 5:31 položil základní kámen Karlova mostu v Praze.
- až do roku 1363 mor a hladomor v českých zemích
- první zmínka o obcích Velké Přílepy a Radíčeves

### Probíhající události
- 1337–1453 – Stoletá válka
- 1351–1368 – Povstání rudých turbanů

## Narození
- 11. dubna – Jan I., portugalský král († 14. srpna 1433)
- ? – Congkhapa, zakladatel tibetského buddhistického řádu Gelugpa († 1419)
- ? – Šen Tu, čínský kaligraf a malíř († 1434)

## Úmrtí
- 18. ledna – Marie Portugalská, královna Kastilie, Leónu a Galície jako manželka Alfonse XI. (* 1313)
- 28. května – Alfons IV., portugalský král (* 8. února 1291)
- 14. června – Markéta z Rožmberka, dcera Jindřicha z Rožmberka (* ?)
- ? – Ingeborg Eriksdottir Norská, norská princezna (* 1297)
- ? – Jacopo Passavanti, italský teolog a architekt (* asi 1302)
- ? – Sulejman Paša, syn osmanského sultána Orhana I. (* ?)

## Hlava státu
- České království – Karel IV.
- Moravské markrabství – Jan Jindřich
- Svatá říše římská – Karel IV.
- Papež – Inocenc VI.
- Anglické království – Eduard III.
- Francouzské království – Jan II.
- Polské království – Kazimír III. Veliký
- Uherské království – Ludvík I. Uherský
- Norské království – Haakon VI.
- Švédské království – Magnus IV.
- Lucemburské vévodství – Václav Lucemburský
- Byzantská říše – Jan V. Palaiologos
- Osmanská říše – Orhan I.